# Isotachis ripensis
Isotachis ripensis là một loài rêu trong họ Balantiopsaceae. Loài này được Spruce mô tả khoa học đầu tiên năm 1885.